# Hemistola dentigera
Hemistola dentigera là một loài bướm đêm trong họ Geometridae.